# Stupor
Stupor är en diagnos eller ett symtom som innebär att en person inte företar sig viljestyrda rörelser samt att personen inte reagerar på stimuli; detta utan att vara medvetslös. Personen kan företa sig rörelser om personen upprepade gånger stimuleras till detta, men förefaller utan sådan stimuli att vara komatös.
Stupor kan vara symtomatisk eller vara en form av en dissociativ störning. Symtomatisk stupor kan uppkomma av sjukdomar eller andra agenter som påverkar centrala nervsystemet. Symtomatisk stupor definieras som en kraftigt sänkt vakenhetsgrad. Vid organiskt betingad stupor, kan stuporn varvas med upphetsning. Dissociativ stupor är en diagnos på en dissociativ störning i ICD-10, som avser en allvarlig psykomotorisk hämning vid vilken personen sitter eller ligger orörlig under långa stunder och slutar tala eller röra sig frivilligt. Normala reaktioner på stimuli (beröring, ljud, ljus) uteblir. Medvetandegraden kan vara sänkt, men måste inte vara det. Andningsmönstret, ögonreaktioner och muskeltonus visar att personen är vaken. Liksom med andra dissociativa störningar, föregås den dissociativa stuporn av allvarlig stress eller ett trauma.
Psykogen stupor förekommer också såsom manisk eller depressiv stupor och kataton stupor. Manisk stupor kan uppträda under mycket svåra fall av depression. Kataton stupor föregrips av tydliga tecken på kataton schizofreni.